# Fifty Shades of Grey: Original Motion Picture Soundtrack
Fifty Shades of Grey: Original Motion Picture Soundtrack là album nhạc phim cho bộ phim Năm mươi sắc thái ra mắt năm 2015, được chuyển thể từ cuốn tiểu thuyết cùng tên của nhà văn E. L. James. Album này phát hành thông qua Republic Records vào ngày 10 tháng 2 năm 2015. Đây là album bán chạy thứ bảy trong năm 2015 với doanh số đạt 2,2 triệu bản trên toàn cầu.

## Phát hành
Vào ngày 12 tháng 1 năm 2014, tác giả của bộ phim, E.L.James thông báo rằng album nhạc phim sẽ được phát hành vào ngày 10 tháng 2 năm 2015.

## Các đĩa đơn
Hai đĩa đơn đã mở đường cho việc phát hành album. "Earned It", bài hát được biểu diễn bởi The Weeknd, được phát hành thành đĩa đơn đầu tiên của album vào ngày 23 tháng 12 năm 2014. Đĩa đơn này đã đạt vị trí #7 trên bảng xếp hạng US Billboard Hot 100. "Love Me Like You Do" của Ellie Goulding được phát hành thành đĩa đơn thứ hai vào ngày 7 tháng 1 năm 2015, và trở thành đĩa đơn từ album nhạc phim đạt vị trí cao nhất trên các bảng xếp hạng khi đạt vị trí quán quân trên bảng xếp hạng của 15 quốc gia, trong đó có bảng xếp hạng UK Singles Chart. Đĩa đơn này cũng đạt vị trí #3 trên bảng xếp hạng US Billboard Hot 100. Với việc Goulding và The Weeknd đồng có mặt trên Hot 100, Fifty Shades of Grey là album nhạc phim mới nhất có các đĩa đơn liên tiếp lọt vào top 10 của bảng xếp hạng này.

### Đĩa đơn quảng bá
Bài hát "Salted Wound" của Sia được phát hành thành một đĩa đơn quảng bá cho album vào ngày 27 tháng 1 năm 2015. Hai đĩa đơn quảng bá tiếp theo, "One Last Night" của Vaults và "I Know You" của Skylar Grey được phát hành vào ngày 3 tháng 2 năm 2015. "I'm on Fire", một ca khúc do Awolnation hát lại của Bruce Springsteen được phát hành thành đĩa đơn quảng bá thứ tư vào ngày 9 tháng 2 năm 2015.

## Tiếp nhận

### Thương mại
Sau 5 ngày phát hành đầu tiên, album nhanh chóng giành được vị trí quán quân trên bảng xếp hạng album của Úc với doanh số vượt trội hơn hắn album quán quân tuần trước đó, 1989. Cùng lúc đó, album được dự báo sẽ ra mắt tại vị trí quán quân bảng xếp hạng US Billboard 200 với 180.000 bản tiêu thụ được ngay sau 1 ngày phát hành, được kì vọng sẽ là album nhạc phim đầu tiên ra mắt ở vị trí quán quân bảng xếp hạng kể từ năm 2012. Tuy nhiên, album này đã bị If You're Reading This It's Too Late của Drake vượt lên dẫn trước. Trong ấn bản ra ngày 28 tháng 2 năm 2015 của tạp chí Billboard, album ra mắt tại vị trí á quân bảng xếp hạng US Billboard 200 với doanh số đạt 258.000 bản, trong đó có 210.000 bản là album thuần túy. Album này là album nhạc phim có doanh số cao nhất trong tuần đầu phát hành kể từ sau khi album Michael Jackson's This Is It đạt vị trí quán quân trong ấn bản ngày 1 tháng 11 năm 2009 với doanh số 373.000 bản trong tuần đầu.
Tuần thứ hai trên bảng xếp hạng, album tụt xuống vị trí #3 với doanh số đạt 165.000 bản (tính đến hết ngày 22 tháng 2 năm 2015). Album tiếp tục giữ vị trí này trong tuần thứ ba với doanh số đạt 108.000 bản; qua đó trở thành album nhạc phim có doanh số cao nhất trong 3 tuần đầu phát hành từ sau năm 2010. Tuần thứ tư, album tiến lên một bậc tại vị trí á quân với doanh số 96.000 bản tính đến hết ngày 8 tháng 3 năm 2015. Sang tuần thứ năm, album tụt xuống vị trí #4 với 72.000 bản bán ra tính đến ngày 15 tháng 3 năm 2015. Tuần thứ sáu, album nhạc phim tiếp tục giữ vị trí #4 với doanh số đạt 60.000 bản (trong đó doanh số album truyền thống đạt 28.000 bản). Với chỉ 6 tuần trên bảng xếp hạng, album đã đạt doanh số vượt mốc nửa triệu bản (516.000 bản) và trở thành album có doanh số cao thứ tư trong năm 2015 (tính đến cuối tháng 3). Tuần thứ bảy trên bảng xếp hạng, album vươn lên vị trí #3 với 54.000 bản bán ra tính đến ngày 29 tháng 3 năm 2015. Tuần thứ tám, album tụt xuống vị trí #9 với doanh số đạt 54.000 bản. Tính đến tháng 7 năm 2015, album đã bán được 763.000 bản tại Hoa Kỳ.
Album ra mắt ở vị trí thứ 2 trên bảng xếp hạng Canadian Albums Chart, bán ra 18.000 bản. Album đã bán được tổng cộng 89.000 bản tại quốc gia này tính đến tháng 7 năm 2015.

### Đánh giá chuyên môn
| Đánh giá chuyên môn | Đánh giá chuyên môn |
| Điểm trung bình     | Điểm trung bình     |
| Nguồn               | Đánh giá            |
| ------------------- | ------------------- |
| Metacritic          | 65/100              |
| Nguồn đánh giá      |                     |
| Nguồn               | Đánh giá            |
| Allmusic            | [ 24 ]              |
| Billboard           | [ 25 ]              |
| New York Daily News | [ 26 ]              |
| New York Post       | [ 27 ]              |
| Newsday             | B-                  |
| Los Angeles Times   | [ 29 ]              |
| Rolling Stone       | [ 30 ]              |
| USA Today           | [ 31 ]              |

Không giống như bộ phim, album nhạc phim nhận được phần lớn các đánh giá tích cực từ giới phê bình. Trên Metacritic, album đạt 65 điểm trên thang điểm 100, dựa trên 7 bài đánh giá. Kenneth Partridge của tạp chí Billboard đánh giá album đạt 3,5 sao trên thang 5 sao với lời nhận xét rằng album nhạc phim "đã làm thay đổi xu thế chủ đạo của bộ phim một cách khôn ngoan." Chuck Arnold của Rolling Stone thì so sánh album với các album nhạc phim của The Twilight Saga và của The Hunger Games và nhấn mạnh đến việc bài hát "Earned It" của The Weeknd đã khiến cho album nhạc phim "mang màu sắc của James Bond". Tuy nhiên, tác giả Stephen Thomas Erlewine của AllMusic đưa ra một nhận xét trái chiều về album, mô tả nó là một sự quyến rũ và "phù hợp cho bất kì buổi tối lãng mạn nào". Jim Farber của New York Daily News cũng đưa ra đánh giá tương tự cho rằng lời các bài hát nói về một thứ "tình dục đầy lãng mạn", đồng thời nhấn mạnh việc sản xuất của album đã được "làm cho mềm mại".

## Danh sách và thứ tự các bài hát
| STT              | Nhan đề                              | Sáng tác                                                             | Trình báy          | Thời lượng |
| ---------------- | ------------------------------------ | -------------------------------------------------------------------- | ------------------ | ---------- |
| 1.               | "I Put a Spell on You"               | Jay Hawkins                                                          | Annie Lennox       | 3:30       |
| 2.               | "Undiscovered"                       | Emile Haynie Devonte Hynes Laura Welsh Amanda Ghost                  | Laura Welsh        | 2:53       |
| 3.               | "Earned It"                          | Abel Tesfaye Stephan Moccio Jason “DaHeala” Quenneville Ahmad Balshe | The Weeknd         | 4:10       |
| 4.               | "Meet Me in the Middle"              | David Okumu Jessica Ware                                             | Jessie Ware        | 5:08       |
| 5.               | "Love Me Like You Do"                | Max Martin Savan Kotecha Ilya Salmanzadeh Ali Payami Tove Nilsson    | Ellie Goulding     | 4:10       |
| 6.               | "Haunted" (Michael Diamond phối lại) | Boots Beyoncé Knowles-Carter                                         | Beyoncé            | 5:08       |
| 7.               | "Salted Wound"                       | Brian West Gerald Eaton Sia Furler Oliver Kraus                      | Sia                | 4:30       |
| 8.               | "Beast of Burden"                    | Mick Jagger Keith Richards                                           | The Rolling Stones | 3:29       |
| 9.               | "I'm on Fire"                        | Bruce Springsteen                                                    | Awolnation         | 2:34       |
| 10.              | "Crazy in Love" (Phối lại năm 2014)  | Knowles-Carter Rich Harrison Shawn Carter Eugene Record              | Beyoncé            | 3:46       |
| 11.              | "Witchcraft"                         | Cy Coleman Carolyn Leigh                                             | Frank Sinatra      | 2:51       |
| 12.              | "One Last Night"                     | Barnabas Freeman Benjamin Vella Blythe Pepino                        | Vaults             | 3:19       |
| 13.              | "Where You Belong"                   | Tesfaye Mike Dean Balshe                                             | The Weeknd         | 4:57       |
| 14.              | "I Know You"                         | Moccio Holly Hafermann                                               | Skylar Grey        | 4:58       |
| 15.              | "Ana and Christian"                  | Danny Elfman                                                         | Danny Elfman       | 3:24       |
| 16.              | "Did That Hurt?"                     | Danny Elfman                                                         | Danny Elfman       | 2:54       |
| Tổng thời lượng: | Tổng thời lượng:                     | Tổng thời lượng:                                                     | Tổng thời lượng:   | 61:41      |

| Phiên bản cao cấp của Fifty Shades of Grey cho Target (bài hát thêm) | Phiên bản cao cấp của Fifty Shades of Grey cho Target (bài hát thêm) | Phiên bản cao cấp của Fifty Shades of Grey cho Target (bài hát thêm) | Phiên bản cao cấp của Fifty Shades of Grey cho Target (bài hát thêm) |
| STT                                                                  | Nhan đề                                                              | Biểu diễn                                                            | Thời lượng                                                           |
| -------------------------------------------------------------------- | -------------------------------------------------------------------- | -------------------------------------------------------------------- | -------------------------------------------------------------------- |
| 17.                                                                  | "Rude"                                                               | Terence Coles and Leon “RoccStar” Youngblood                         | 3:30                                                                 |
| 18.                                                                  | "Call Me"                                                            | St. Paul and The Broken Bones                                        | 2:51                                                                 |
| 19.                                                                  | "Say you love me"                                                    | Jessie Ware                                                          | 4:24                                                                 |

## Xếp hạng
| Bảng xếp hạng (2015)                                 | Vị trí cao nhất |
| ---------------------------------------------------- | --------------- |
| Album Argentina (CAPIF)                              | 4               |
| Album Úc (ARIA)                                      | 1               |
| Album Áo (Ö3 Austria)                                | 1               |
| Album Canada (Billboard)                             | 2               |
| Album Bỉ (Ultratop Vlaanderen)                       | 1               |
| Album Bỉ (Ultratop Wallonie)                         | 5               |
| Album Cộng hòa Séc (ČNS IFPI)                        | 3               |
| Album Đan Mạch (Hitlisten)                           | 2               |
| Album Hà Lan (Album Top 100)                         | 7               |
| Album Phần Lan (Suomen virallinen lista)             | 13              |
| Album Pháp (SNEP)                                    | 3               |
| Album Đức (Offizielle Top 100)                       | 1               |
| Greek Albums (IFPI)                                  | 2               |
| Album Hungaria (MAHASZ)                              | 3               |
| Irish Compilation Albums (IRMA)                      | 1               |
| Italian Compilation Albums (FIMI)                    | 2               |
| Japanese Albums (Oricon)                             | 184             |
| Mexican Albums (AMPROFON)                            | 2               |
| Album New Zealand (RMNZ)                             | 2               |
| Album Na Uy (VG-lista)                               | 2               |
| Album Ba Lan (ZPAV)                                  | 1               |
| Russian Albums (2M)                                  | 1               |
| Album Tây Ban Nha (PROMUSICAE)                       | 4               |
| Album Thụy Sĩ (Schweizer Hitparade)                  | 1               |
| Album Anh Quốc Compilation (OCC)                     | 1               |
| Album Hoa Kỳ Billboard 200                           | 2               |
| Album Hoa Kỳ Digital (Billboard)                     | 2               |
| Album Hoa Kỳ Soundtrack (Billboard)                  | 1               |
| Đã nhập bảng xếp hạng không hợp lệ BillboardSales\|2 |                 |

| Bảng xếp hạng (2015)               | Vị trí |
| ---------------------------------- | ------ |
| Australian Albums (ARIA)           | 13     |
| Austrian Albums (Ö3 Austria)       | 16     |
| Belgian Albums (Ultratop Flanders) | 18     |
| Belgian Albums (Ultratop Wallonia) | 24     |
| Canadian Albums (Billboard)        | 11     |
| Danish Albums (Hitlisten)          | 17     |
| Dutch Albums (MegaCharts)          | 63     |
| French Albums (SNEP)               | 20     |
| German Albums (Offizielle Top 100) | 21     |
| Hungarian Albums (MAHASZ)          | 50     |
| Italian Compilation Albums (FIMI)  | 4      |
| New Zealand Albums (RMNZ)          | 20     |
| Polish Albums (ZPAV)               | 2      |
| Russian Albums (2M)                | 1      |
| Spanish Albums (PROMUSICAE)        | 48     |
| Swiss Albums (Schweizer Hitparade) | 10     |
| US Billboard 200                   | 9      |
| US Soundtrack Albums (Billboard)   | 1      |

## Chứng nhận doanh số
| Quốc gia                                                                           | Chứng nhận  | Số đơn vị/doanh số chứng nhận |
| ---------------------------------------------------------------------------------- | ----------- | ----------------------------- |
| Úc (ARIA)                                                                          | Vàng        | 35.000^                       |
| Áo (IFPI Áo)                                                                       | 2× Bạch kim | 30.000*                       |
| Brasil (Pro-Música Brasil)                                                         | Vàng        | 20.000*                       |
| Canada (Music Canada)                                                              | Vàng        | 89.000                        |
| Đan Mạch (IFPI Đan Mạch)                                                           | Vàng        | 10.000^                       |
| Đức (BVMI)                                                                         | Vàng        | 100.000‡                      |
| México (AMPROFON)                                                                  | Bạch kim    | 60.000^                       |
| Ba Lan (ZPAV)                                                                      | 2× Bạch kim | 40.000‡                       |
| Anh Quốc (BPI)                                                                     | Vàng        | 100.000*                      |
| Hoa Kỳ (RIAA)                                                                      | Vàng        | 763.000                       |
| * Chứng nhận dựa theo doanh số tiêu thụ. ^ Chứng nhận dựa theo doanh số nhập hàng. |             |                               |